# Vera Menchik
Vera Menchik, née le 16 février 1906 à Moscou et morte le 26 juin 1944 à Londres, est une joueuse d'échecs.
Première championne du monde d'échecs féminin en 1927, elle a également participé à plusieurs tournois d'échecs avec certains des plus forts maîtres masculins de l'époque, en battant plusieurs d'entre eux, y compris le futur champion du monde Max Euwe.

## Biographie et carrière
Vera Menchik naît à Moscou d'un père tchèque et d'une mère anglaise et s'installe en Angleterre à quinze ans (en 1921). La même année, elle remporte le championnat féminin junior d'Angleterre (British Girls Championship). Elle devient l'élève de Géza Maróczy, qui s'était installé à Hastings en 1922.
À partir de 1927, la Fédération internationale des échecs organise en marge des Olympiades d'échecs masculines (il n'y a pas encore d'Olympiades réservées aux femmes) un tournoi individuel féminin, considéré comme un véritable championnat du monde d'échecs féminin. Le premier a lieu à Londres en 1927. Menchik remporte tous les tournois d'avant-guerre, ne laissant aucune chance à ses concurrentes : en sept tournois consécutifs et 83 parties, elle enregistre 78 victoires, 4 nulles et une seule défaite. Son règne dure 17 ans :
- 1927, à Londres (douze joueuses) : 10,5 / 11 (+10 =1).
- 1930, à Hambourg (tournoi à deux tours avec cinq joueuses) : 6,5 / 8 (+6 -1 =1).
- 1931, à Prague (tournoi à deux tours avec cinq joueuses) : 8 / 8.
- 1933, à Folkestone (tournoi à deux tours avec huit joueuses) : 14 / 14.
- 1935, à Varsovie (tournoi toutes rondes avec dix joueuses) 9 / 9.
- 1937, à Stockholm (26 participantes) : 14 / 14.
- 1939, à Buenos Aires (tournoi toutes rondes avec vingt joueuses) : 18 / 19 (+17 =2).

Parallèlement, elle remporte deux matches individuels, titre en jeu, organisés contre l'Allemande Sonja Graf : 
- 1934, à Rotterdam (+3 -1)
- 1937, à Semmering (+9 -2 =5).

Elle a toujours joué sous le drapeau tchécoslovaque, sauf en 1927.
En 1937, elle épouse Rufus Henry Streatfeild Stevenson (1878 – 1943), de vingt-huit ans son aîné, rédacteur en chef des abonnements de British Chess Magazine, membre du West London Chess Club et plus tard Secrétaire honoraire de la British Chess Federation, éditeur du British Chess Magazine.
Elle rivalise également avec les meilleurs joueurs, n'hésitant pas à participer aux tournois masculins. Ainsi, elle termine 2e à Ramsgate en 1929 derrière José Raúl Capablanca, ex æquo avec Akiba Rubinstein, et 3e à Maribor en 1934. Le « Club Menchik » réunit les maîtres masculins qui avaient succombé sur l'échiquier, parmi lesquels Max Euwe, Samuel Reshevsky, Sultan Khan, Edgar Colle, Frederick Yates et C. H. O'D. Alexander.
En 1944, la Grande-Bretagne approchait de sa sixième année de la Seconde Guerre mondiale, et Vera, âgée de 38 ans, veuve l'année précédente, détenait toujours le titre de championne du monde féminin. Le 27 juin 1944, elle, sa sœur Olga, et leur mère sont tuées dans un bombardement par une bombe volante V-1 qui détruit leur maison au 47 Gauden Road dans la région de Clapham du sud de Londres. Elles sont incinérées au crématorium du Streatham Park le 4 juillet 1944.
La coupe Vera-Menchik récompense l'équipe gagnante des olympiades d'échecs féminines.

## Parties remarquables
- (en) Frederic Lazard c. Vera Menchik, Paris 1929, ouverture Bird, Gambit From, 0-1 Une jolie combinaison qui prend un fou à Lazard.
- (en) Mir Sultan Khan c. Vera Menchik, Hastings 1931, Gambit de la Dame refusé, 0-1 Une partie aigüe avec attaques de chaque côté. À la fin, Menchik promeut à dame son pion avancé.
- (en) Vera Menchik c. George Alan Thomas, Poděbrady 1936, Gambit de la Dame refusé, variante slave, 1-0 Dans une finale de tours, elle fait encore dame avec un pion passé.